# Ealdgyth von Mercia
Ealdgyth war die Ehefrau von Harald Godwinson und damit kurz auch Royal Consort (Königin) von England.

## Leben
Ihre genauen Lebensdaten sind unbekannt. Sie war die Tochter von Ælfgar, Earl of Mercia. In erster Ehe heiratete sie um 1057 einen Verbündeten ihres Vaters, Gruffydd ap Llywelyn. Aus dieser Ehe stammen drei Kinder: Die beiden Söhne Maredudd ap Gruffydd und Idwal ap Gruffydd sowie die Tochter Nesta ferch Gruffydd. Nach dem Tod ihres Mannes 1063 heiratete sie spätestens im Jahre 1066 – auf jeden Fall vor der Schlacht von Hastings – Harald. Ihre Ehe mit ihm blieb wahrscheinlich kinderlos. Nach dem Tod ihres zweiten Mannes ist über ihr weiteres Schicksal nichts Sicheres bekannt. Ihre Brüder Edwin (Earl von Mercia) und Morcar (Earl von Northumbria) sollen sie nach Chester gebracht haben. Dann verliert sich ihre Spur.